# San Miguel Bocanegra
San Miguel Bocanegra es una población del municipio de Zumpango, uno de los 125 municipios del Estado de México en México. Es una comunidad rural y según el censo del 2010 tiene una población total de 939 habitantes.

## Historia
Sobre los llanos de las Lomas de España se estableció en 1627 la hacienda de San Miguel Bocanegra, una propiedad de portugueses que mantenía el control estratégico de la región.